# Miguel Ángel Acosta
Miguel Ángel Acosta (n. Paraguay, 29 de marzo de 1972) es un exfutbolista paraguayo. Jugaba de defensa y ha militado en diversos clubes de Paraguay, Argentina, Chile, México y Guatemala. 

## Trayectoria

### Selección nacional
Fue internacional con la Selección de fútbol de Paraguay en cinco ocasiones.

## Clubes
| Club                  | País      | Año       |
| --------------------- | --------- | --------- |
| Sportivo Luqueño      | Paraguay  | 1990-1994 |
| Colo-Colo             | Chile     | 1995      |
| Alianza Lima          | Perú      | 1995      |
| Sportivo Luqueño      | Paraguay  | 1996-1997 |
| Cruz Azul             | México    | 1998      |
| Cerro Porteño         | Paraguay  | 1999-2000 |
| Talleres de Córdoba   | Argentina | 2000-2001 |
| Racing Club           | Argentina | 2002      |
| Deportes Puerto Montt | Chile     | 2003      |
| Coquimbo Unido        | Chile     | 2004      |
| Comunicaciones        | Guatemala | 2004-2005 |
| Sportivo Patria       | Argentina | 2005      |
| Guaraní               | Paraguay  | 2006      |
| General Caballero     | Paraguay  | 2006      |